# Volovka
Volovka (německy Wolow) je malá vesnice, část obce Velká Jesenice v okrese Náchod. Nachází se asi 2,5 km na západ od Velké Jesenice. Prochází zde silnice II/285. V roce 2009 zde bylo evidováno 35 adres. V roce 2001 zde trvale žilo 58 obyvatel.
Volovka je také název katastrálního území o rozloze 2,58 km2.